# Al-Arudiyya
Ixraq al-Arudiyya (àrab: إشراق العروضية, Ixrāq al-ʿArūḍiyya) (Balànsiya, 1000? - Dàniya, 1058?) va ser una coneguda esclava i poetessa de la Taifa de València, al Xarq al-Àndalus, tot i que alguns autors creuen que, tot i que coneguda pels seus coneixements en gramàtica i llengua, ella no fou poeta, ja que no se'n conserva cap obra ni és esmentada així pels biògrafs àrabs antics. Tot i que és ben poc el que se'n sap d'ella, sembla que hauria nascut a la ciutat de Balànsiya i que hauria servit a Abu-l-Mutàrrif Abd-ar-Rahman ibn Ghalbun al-Qurtubí. Hauria dominat l'art de la mètrica àrab, anomenada en àrab ilm al-arud, que li va valdre el sobrenom d'al-Arudiyya i que la va fer ser molt coneguda a l'Emirat de Balànsiya.